# جمادی‌الثانی
جُمادیَ الثّانی یا جُمادی الآخِر (به عربی: جُمادی الآخرة، آوانگاری: جُمادی الثّانیة) ششمین ماه از ماه‌های قمری است.

## مناسبت‌ها
- ۳ - درگذشت فاطمه زهرا به روایت مشهورتر یا فاطمیه دوم (۱۱ قمری)
- ۱۳ - درگذشت ام‌البنین (۷۰ قمری)
  - روز تکریم مادران و همسران شهیدان (در ایران)
- ۲۰ - زادروز فاطمه زهرا (سال پنجم بعثت)
  - روز زن (در ایران)

## وقایع
در بیست و ششم این ماه سالروز وفات ام البنین همسر علی ابن ابیطالب و مادر عباس ابن علی است.